# Куррейн, Адольф
Адольф Куррейн (нем. Adolf Kurrein, 28 января 1846, Тршебич — 23 октября 1919, Теплице) — чешско-австрийский раввин и сионистский активист.

## Ранние годы
Адольф Куррейн родился в Тршебиче (ныне Чешская Республика). Адольфу было 2 года, когда умер его отец — Маркус Махарам Куррейн. Адольф рос со своей сестрой Катариной и матерью Терезией (Тельце), урождённой Грюнбергер, швеёй. В возрасте 15 лет он переехал в Брно (ныне Чешская Республика), где в 1866 году окончил университет. Затем он отправился в Вену, где получил докторскую степень в Венском университете.

## Карьера
С 1872 года Куррейн служил раввином в Санкт-Пёльтене (ныне в Австрии), с 1876 по 1882 год — в Линце (Австрия) и с 1882 по 1888 год — в Бельско-Бяле (ныне в Польше). Затем он стал раввином города Теплице (ныне Чешская Республика).

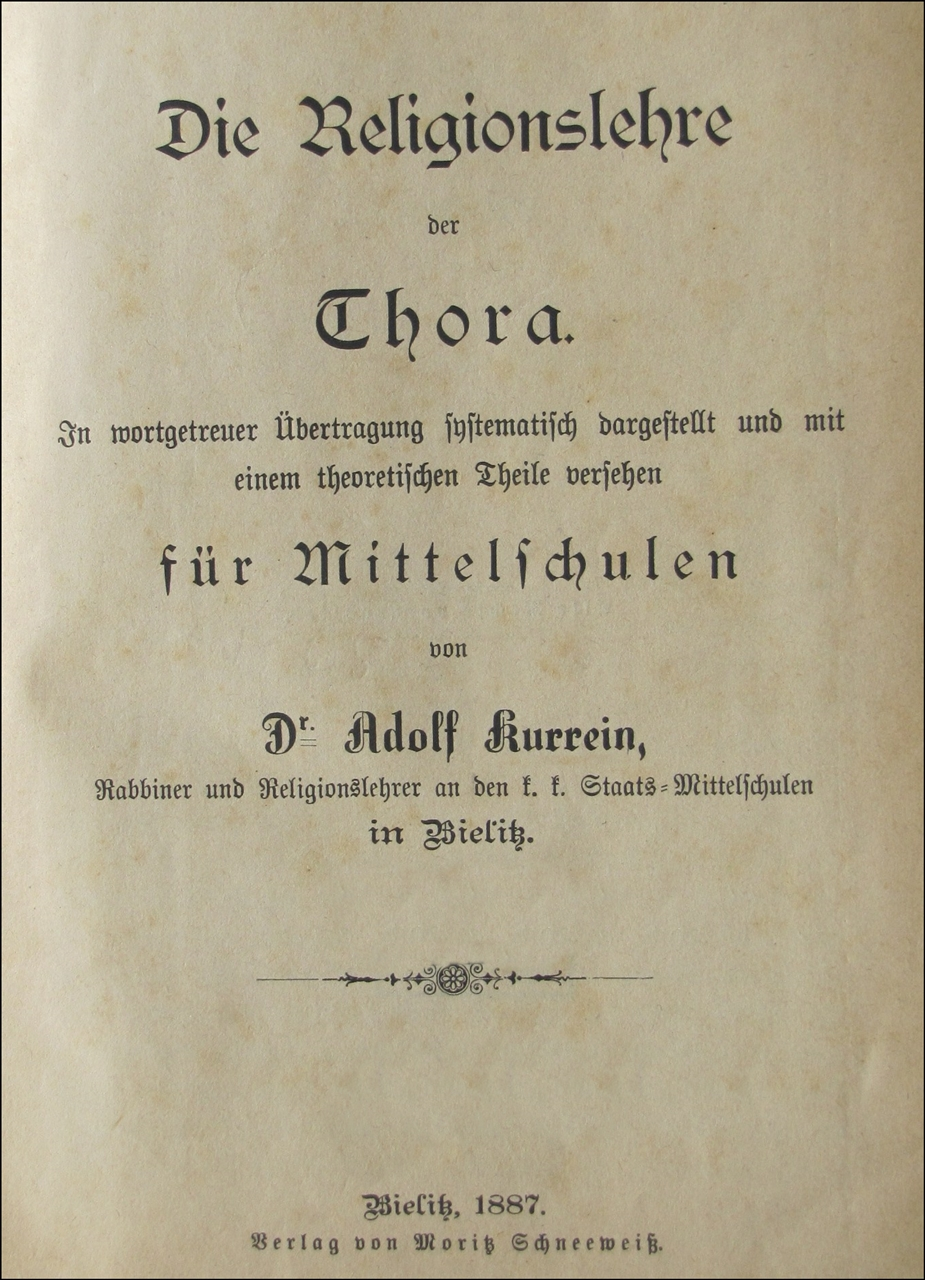
Адольф Куррейн, Религиозные учения Торы для средних школ, Бельско, 1887.

С 1894 по 1896 год Куррейн редактировал ежемесячный журнал Jüdische Chronik совместно с Симоном Штерном и Игнацем Циглером, а с 1897 по 1902 год — единолично. Под его руководством «Jüdische Chronik» пропагандировал сионизм.
Он был автором и соавтором статей для Еврейской энциклопедии.

## Семья
В 1877 году Куррейн женился на Джесси Лёве, дочери Луиса Лёве. Двое из их пятерых детей были убиты в Освенциме. Его сын Виктор Куррейн (1881—1974) также был раввином в Линце, пока не бежал в Англию в 1938 году.